# ديكانكا
ديكانكا (Диканька) هي مدينة في مقاطعة بولتافا في أوكرانيا.
يبلغ عدد سكانها حوالي 8060 نسمة.

## أعلام
- ماري باشكيرتسيف